# Teszlek Süveg
Teszlek Süveg, varázshatalommal bíró sapka J. K. Rowling Harry Potterről szóló regénysorozatában.

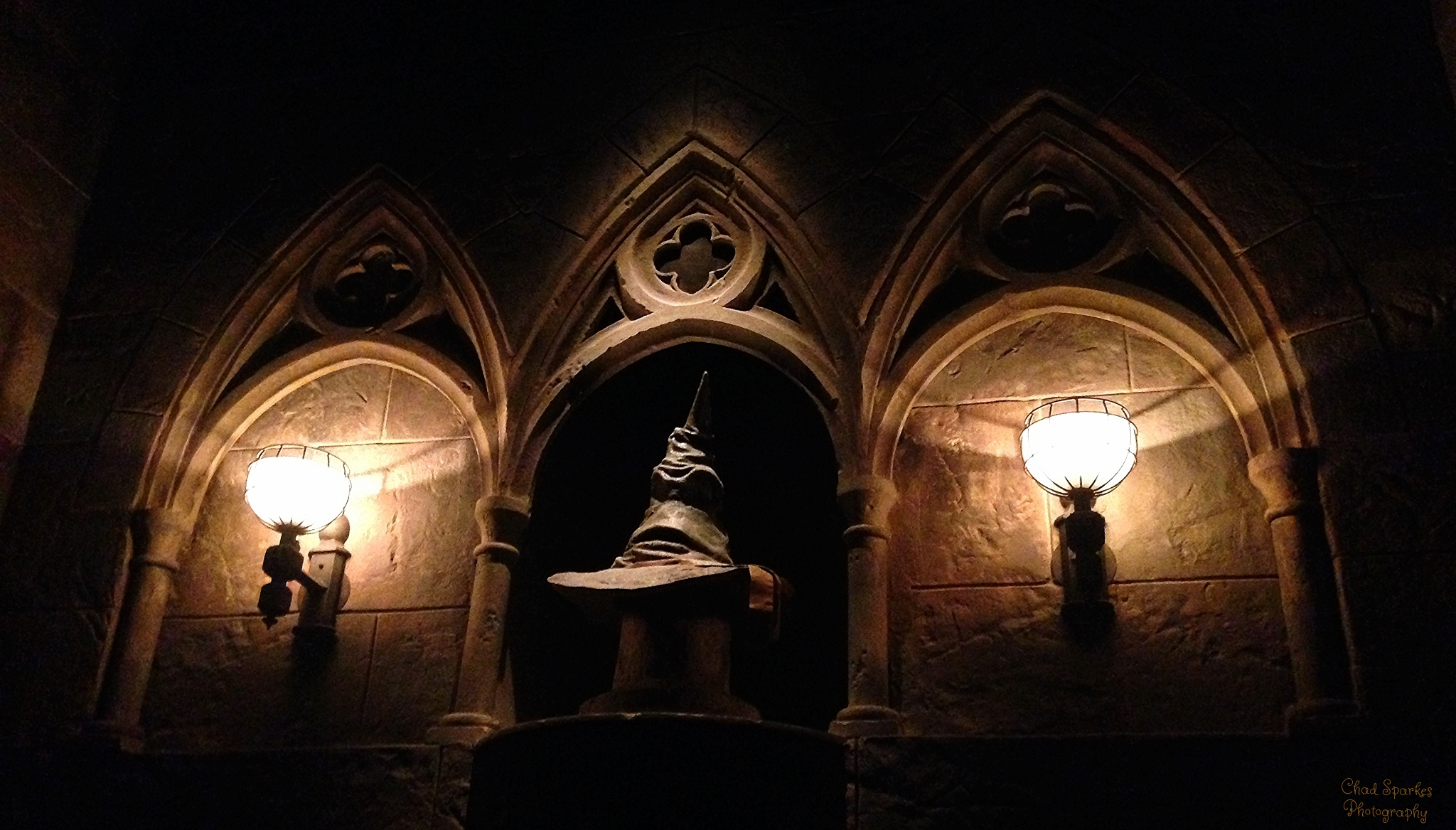
A Teszlek Süveg

Ez a süveg osztja be a Roxfort varázslóiskolában az első éves hallgatókat az iskola négy házának (Griffendél, Hugrabug, Hollóhát, Mardekár) egyikébe. A süveg külsője meglehetősen megviselt, leginkább egy szakadozott, megviselt sapkára emlékeztet. Beszélni is tud, ilyenkor az egyik szakadást „szájként" használja. A kiválasztás menete a következő: az elsőéves diákokat a Roxfort nagytermében egyenként kihívják, egy székre ültetik, fejükre húzzák a sapkát, ami fennhangon bejelenti, hogy az újonc diák melyik ház tagja lesz. A kiválasztás alatt a süveg telepatikus úton beszélget a jelölttel, tehát az ő kívánságát is figyelembe veszi a kiválasztáskor. Harry Pottert először a Mardekárba akarta osztani, ám kifejezett tiltakozása hatására a Griffendélbe helyezte.